# Championnat de Suisse de baseball LNB
La deuxième division du championnat de Suisse de baseball a pour nom Ligue Nationale B. Elle a lieu depuis 1986.

## Edition 2006
Les équipes en présence sont :
- Barracudas Zürich 2
- Flyers Therwil 2
- Geneva Dragons
- Lions Zürich
- Rainbows Embrach
- Unicorns Hünenberg

### Classement à la fin de la phase de championnat
Voici le classement :
- 1: Embrach Rainbows
- 2: Geneva Dragons
- 3: Zürich Lions
- 4: Hünenberg Unicorns
- 5: Zürich Barracudas 2
- 6: Therwil Flyers 2

Les Embrach Rainbows et les Geneva Dragons se qualifient pour jouer les play-offs face aux Sissach Frogs(derniers du groupe 1 de Nationale A) et les Wil Devils(derniers du groupe 2 De Nationale A).
Les Embrach Rainbows gagnent deux rencontres contre les Wil Devils(9-4 et 14-3) et obtiennent la montée en Ligue Nationale A, tandis que leur adversaire descend en LNB.

## Edition 2005
Classement :
- 1 Zürich Barracudas 2
- 2 Wil Devils
- 3 Lausanne Indians
- 4 Embrach Rainbows
- 5 Geneva Dragons
- 6 Hünenberg Unicorns
- 7 Therwil Flyers 2

## Palmarès
| Date | Champion                                                    | Deuxième                                            |
| ---- | ----------------------------------------------------------- | --------------------------------------------------- |
| 1986 | Zürich 85                                                   | Hawks Aarau                                         |
| 1987 | Barracudas Zürich                                           | Cardinals Bern                                      |
| 1988 | Geneva Hound Dogs                                           | Frogs Sissach                                       |
| 1989 | Frogs Sissach                                               | Artfullboys La-Chaux-de-Fonds                       |
| 1990 | Ouest:Artfullboys Neuchâtel Est:Zürich Coconuts             | Ouest:Cardinals Bern Est:Wil Devils                 |
| 1991 | Cardinals Bern                                              | Reussbühl Eagles                                    |
| 1992 | Lions Zürich                                                | Reussbühl Eagles                                    |
| 1993 | Challengers Zürich 2                                        | Beavers Chermignon                                  |
| 1994 | Groupe 1:Geneva Hound Dogs Groupe 2:Spreitenbach Red Barons | Groupe 1: Challengers Zürich 2 Groupe 2: Wil Devils |
| 1995 | Challengers Zürich 2                                        | Flyers Therwill                                     |
| 1996 | Hawks Rohr                                                  | Barracudas Zürich 2                                 |
| 1997 | Embrach Rainbows                                            |                                                     |
| 1998 |                                                             |                                                     |
| 1999 | Reussbühl Eagles                                            | March Athletics                                     |
| 2000 | Reussbühl Eagles                                            | Lions Zürich                                        |
| 2001 | Frogs Sissach                                               | Olten Moose Junction                                |
| 2002 | Challengers Zürich 2                                        | Lions Zürich                                        |
| 2003 | Geneva Dragons                                              | Wil Devils                                          |
| 2004 | Jona Bandits                                                | Barracudas Zürich 2                                 |
| 2005 | Barracudas Zürich 2                                         | Wil Devils                                          |
| 2006 | Embrach Rainbows                                            | Geneva Dragons                                      |
| 2007 | Wil Devils                                                  |                                                     |
| 2008 | Zürich Lions                                                |                                                     |